# Allagelena monticola
Allagelena monticola är en spindelart som beskrevs av Chami-Kranon, Likhitrakarn och Pakawin Dankittipakul 2007. Allagelena monticola ingår i släktet Allagelena och familjen trattspindlar.
Artens utbredningsområde är Thailand. Inga underarter finns listade i Catalogue of Life.